# Cantó de Bouillante
El cantó de Bouillante és una divisió administrativa francesa situat al departament de Guadalupe a la regió de Guadalupe.

## Composició
El cantó comprèn la comuna de Bouillante.

## Administració
| Període                                  | Identitat          | Partit        | Qualitat |
| ---------------------------------------- | ------------------ | ------------- | -------- |
| 2001-2004                                | Philippe Chaulet   | Divers droite |          |
| 2008-                                    | Marylhène Félicité | Divers gauche |          |
| Les dades anteriors no són pas conegudes |                    |               |          |